# Dagaare (Volk)
Die Dagaare, Dagaaba oder Dagari, Dagara, Dogaari, Dagati, Degati sind eine westafrikanische Ethnie im Nordwesten von Ghana und in den angrenzenden Gebieten der Elfenbeinküste und Burkina Fasos. Sie können in drei Volksgruppen unterteilt werden: Die südlichen Dagaare oder Dagaare-Süd leben in Ghana (700.000 bis 1.100.000 Angehörige im Jahre 2003),  in Burkina Faso leben die Dagaare Dioula oder Dagaari Dioula (rund 21.000) und die nördlichen Dagaare oder Dagara-Nord (etwa 390.000 Angehörige). Alle drei Gruppen zusammengefasst, zählen 1.100.000 bis 1.500.000 Menschen zu den Dagaare, sie alle sprechen die gleichlautende Sprache Dagaare.
Bekannt sind die Dagaare für ihre zeremoniellen Beerdigungen, bei denen mehrere Musiker einige Stunden lang gemeinsam auf dem gyil spielen, einem durch Kalebassen verstärkten  Holmxylophon. Die Entlohnung der Musiker und Musikinstrumente-Verleiher erfolgt traditionell mit Kaurischnecken-Geld, das auch zur Zahlung eines Brautpreises und zu weiteren kultischen sowie medizinischen Zwecken verwendet wird (siehe Kaurigeld bei den Dagaare).